# Carlos Saura
Carlos Saura Atarés (Huesca, 4 gennaio 1932 – Madrid, 10 febbraio 2023) è stato un regista spagnolo.
In una intervista rilasciata nel 1980 al quotidiano spagnolo El País, Stanley Kubrick dichiarò il suo grande apprezzamento nei confronti di Carlos Saura, che definì “un regista di grande splendore che usa meravigliosamente i suoi attori.”

## Biografia
Nacque nel 1932 in Aragona. Dopo un'infanzia trascorsa tra Cuenca (alla quale nel 1958 dedicherà un documentario), Barcellona e Valencia, si trasferì alla fine della guerra civile a Madrid, dove completò gli studi superiori.
Appassionato di fotografia, a 18 anni espose i suoi primi lavori in una mostra collettiva ed entra nel mondo dell'arte di avanguardia assieme al fratello Antonio, pittore professionista. Nel 1952 si iscrisse a una scuola sperimentale di cinematografia e si diplomò quattro anni dopo in regia presentando come saggio finale il documentario Il pomeriggio della domenica. Dal 1957 al 1965 rimase nello stesso istituto lavorando come docente, e realizzò alcuni cortometraggi tra cui uno dedicato l fratello pittore.
Il suo primo film a soggetto risale al 1960. Si trattava di I monelli, un film su un gruppo di ragazzi "sbandati" della periferia madrilena, uno dei quali sogna di uscire dallo squallore diventando torero. Girato in esterni con camera a mano, si ispirava ai modelli del neorealismo italiano e del cinéma vérité francese. La pellicola partecipò al Festival di Cannes 1960 dove ottenne un buon successo di critica ma, per superare il visto di censura, dovette subire pesanti tagli e giunse nelle sale spagnole solo due anni dopo.
Nel 1963 Saura realizzò I cavalieri della vendetta, film in costume ambientato nell'ottocento e intanto, insieme ad altri registi del nuevo cine spagnolo, si adoperò per far tornare in patria Luis Buñuel. Del 1965 è La caccia, che inaugurò la sua collaborazione con l'amico produttore Elias Querejeta. Questa collaborazione rimase stabile per quasi tutti i film successivi del regista e si basò su un rapporto di fiducia grazie al quale il regista si garantì una piena libertà di espressione.
Il secondo incontro decisivo nel percorso artistico di Saura fu quello con Geraldine Chaplin, che diventò in seguito la musa e la protagonista di molti suoi film, a partire da Frappé alla menta (1967), che vinse al Festival di Berlino l'Orso d'argento nel 1968 e, di seguito, Lo stress è tre, tre (1968), La tana (1969), Anna e i lupi (1972). Il rapporto artistico diventò anche una lunga relazione sentimentale, da cui nel 1974 nascerà uno dei sette figli del regista.
Il sodalizio artistico con la figlia del grande Charlie Chaplin continuò con Cría cuervos, che nel 1976 vinse a Cannes il premio speciale della giuria, con Elisa, vita mia (1977), Gli occhi bendati (1978) e Mamà compie 100 anni (1979).
Nel 1981, con In fretta in fretta vinse al Festival di Berlino un contestatissimo Orso d'Oro.
Dedicati alla danza sono i film Bodas de sangre - Nozze di sangue (1981), Carmen Story (1983), L'amore stregone (1986), Flamenco (1995) e Tango (1998). Dedicato invece alle Olimpiadi disputate a Barcellona nel 1992, è Marathon, documentario ufficiale dei giochi.
Tre film di Carlos Saura hanno ricevuto una nomination all'Oscar al miglior film straniero: Mamà compie 100 anni nel 1980, Carmen Story nel 1984, e Tango nel 1999, ma nessuno di essi ha vinto la statuetta.
Carlos Saura è morto novantunenne il 10 febbraio 2023 a Madrid, a causa di un'insufficienza respiratoria.

## Filmografia
- Flamenco (1955) – cortometraggio
- El pequeño río Manzanares (1956) – cortometraggio
- Il pomeriggio della domenica (La tarde del domingo) (1957) – cortometraggio
- Cuenca (1958) – cortometraggio
- I monelli (Los golfos) (1960)
- I cavalieri della vendetta (Llanto por un bandido) (1963)
- La caccia (La caza) (1966)
- Frappé alla menta (Peppermint Frappé) (1967)
- Lo stress è tre, tre (Stress-es tres-tres) (1968)
- La tana (La madriguera) (1969)
- Il giardino delle delizie (El jardín de las delicias) (1970)
- Anna e i lupi (Ana y los lobos) (1972)
- La cugina Angelica (La prima Angelica) (1973)
- Cría cuervos (Cría cuervos...) (1975)
- Elisa, vita mia (Elisa, vida mia) (1977)
- Gli occhi bendati (Los ojos vendados) (1978)
- Mamà compie 100 anni (Mamá cumple cien años) (1979)
- Bodas de sangre - Nozze di sangue (Bodas de sangre) (1981)
- In fretta in fretta (Deprisa deprisa) (1981)
- Dolci ore (Dulces horas) (1981)
- Antonieta (1982)
- Carmen Story (Carmen) (1983)
- I trampoli (Los zancos) (1984)
- L'amore stregone (El amor brujo) (1986)
- A peso d'oro (El Dorado) (1988)
- La noche oscura (1988)
- ¡Ay, Carmela! (1990)
- Sevillanas (1991)
- El sur (1992)
- Marathon (1992) - documentario
- Spara che ti passa (¡Dispara!) (1993)
- Flamenco (Flamenco) (1995) - documentario
- Taxi (1996)
- Tango (Tango, no me dejes nunca) (1998)
- Pajarico (1998)
- Goya (2000)
- Buñuel e la tavola di re Salomone (Bunuel y la mesa del rey Salomon) (2001)
- Salomé (2002)
- El séptimo día (2004)
- Iberia (2005)
- Fados (2007)
- Sinfonía de Aragón (2008) - documentario
- Io, Don Giovanni (2009)
- Flamenco, Flamenco (2010) - documentario
- Zonda, folclore argentino (2015) - documentario
- Jota, de Saura (2016) - documentario
- Renzo Piano (Renzo Piano, an architect for Santander) (2016) - documentario
- Rosa Rosae – cortometraggio (2021)

## Riconoscimenti
- Festival di Cannes
  - 1960 – Candidatura alla Palma d'oro per I monelli
  - 1973 – Candidatura alla Palma d'oro per Anna e i lupi
  - 1974 – Premio della giuria per La cugina Angelica
  - 1974 – Candidatura alla Palma d'oro per La cugina Angelica
  - 1976 – Grand Prix Speciale della Giuria per Cría cuervos
  - 1976 – Candidatura alla Palma d'oro per Cría cuervos
  - 1977 – Candidatura alla Palma d'oro per Elisa, vita mia
  - 1978 – Candidatura alla Palma d'oro per Gli occhi bendati
  - 1983 – Premio per il contributo artistico per Carmen Story
  - 1983 – Grand Prix tecnico per Carmen Story
  - 1983 – Candidatura alla Palma d'oro per Carmen Story
  - 1988 – Candidatura alla Palma d'oro per A peso d'oro

- Mostra internazionale d'arte cinematografica di Venezia
  - 1968 – Candidatura al Leone d'oro per Lo stress è tre, tre
  - 1984 – Candidatura al Leone d'oro per I trampoli
  - 1993 – Candidatura al Leone d'oro per Spara che ti passa

- Festival internazionale del cinema di Berlino
  - 1964 – Candidatura all'Orso d'oro per I cavalieri della vendetta
  - 1966 – Orso d'argento per il miglior regista per La caccia

Candidatura all'Orso d'oro per La caccia
- 1968 – Orso d'argento per il miglior regista per Frappé alla menta

Candidatura all'Orso d'oro per Frappé alla menta
- 1969 – Candidatura all'Orso d'oro per La tana
- 1981 – Orso d'oro per In fretta in fretta
- 1989 – Candidatura all'Orso d'oro per La noche oscura

- British Academy Film Awards
  - 1985 – Miglior film non in lingua inglese per Carmen Story

- Cinema Writers Circle Awards
  - 1968 – Migliore sceneggiatura per Frappé alla menta (condiviso con Rafael Azcona e Angelino Fons)
  - 1970 – Miglior regista per La tana
  - 1977 – Miglior regista per Cría cuervos
  - 1978 – Miglior regista per Elisa, vita mia
  - 1979 – Migliore sceneggiatura per Gli occhi bendati
  - 1984 – Miglior regista per Carmen Story
  - 2005 – Candidatura per il miglior regista per El séptimo día
  - 2016 – Candidatura per il miglior documentario per Jota, de Saura

- Montreal World Film Festival
  - 1983 – Premio al film più popolare del festival per Carmen Story
  - 1986 – Premio speciale del festival per Bodas de sangre - Nozze di sangue (e per l'intera "trilogia del flamenco")
  - 1995 – Grand Prix Special des Amériques
  - 1997 – Miglior regista per Pajarico

Candidatura al Grand Prix des Amériques per Pajarico
- 1999 – Miglior contributo artistico per Goya

Premio della giuria ecumenica per Goya
Candidatura al Grand Prix des Amériques per Goya
Candidatura al premio del pubblico per Goya
- 2002 – Miglior contributo artistico per Salomé

Candidatura al Grand Prix des Amériques per Salomé
- 2004 – Miglior regista per El séptimo día

Candidatura al Grand Prix des Amériques per El séptimo día
- Chicago International Film Festival
  - 1974 – Candidatura al Gold Hugo per il miglior lungometraggio per La cugina Angelica
  - 1979 – Candidatura al Gold Hugo per il miglior lungometraggio per Mamà compie 100 anni
  - 1981 – Candidatura al Gold Hugo per il miglior lungometraggio per Bodas de sangre – Nozze di sangue
  - 1983 – Candidatura al Gold Hugo per il miglior lungometraggio per In fretta in fretta

- Premio César
  - 1977 – Candidatura per il miglior film straniero per Cría cuervos
  - 1984 – Candidatura per il miglior film straniero per Carmen Story

- Festival internazionale del cinema di Karlovy Vary
  - 1982 – Premio speciale della giuria per Bodas de sangre – Nozze di sangue
  - 2000 – Premio speciale per il contributo al cinema mondiale

- Festival internazionale del cinema di San Sebastián
  - 1958 – Miglior cortometraggio, menzione speciale per Cuenca
  - 1979 – Premio speciale della giuria per Mamà compie 100 anni
  - 1996 – Candidatura alla Concha de Oro per Taxi
  - 2001 – Candidatura alla Concha de Oro per Buñuel e la tavola di re Salomone

- Sant Jordi Awards
  - 1967 – Miglior film per La caccia
  - 1968 – Miglior film per Frappé alla menta
  - 1972 – Miglior film per Il giardino delle delizie
  - 1975 – Miglior film per La cugina Angelica
  - 1976 – Candidatura per il miglior film per Cría cuervos
  - 2000 – Miglior film per Goya

- Premio Goya
  - 1991 – Miglior regista per ¡Ay, Carmela!

Migliore sceneggiatura non originale per ¡Ay, Carmela! (condiviso con Rafael Azcona)
- 2005 – Candidatura per il miglior regista per El séptimo día
- 2006 – Candidatura per il miglior documentario per Iberia
- 2008 – Candidatura per il miglior documentario per Fados

- Camerimage
  - 1998 – Premio per la speciale sensibilità visiva nella regia

Premio speciale del presidente del Polish Film State Institute per Tango
- 2009 – Premio per la collaborazione regista-direttore della fotografia (con Vittorio Storaro)

- Premio José María Forqué
  - 2017 – Candidatura per il miglior documentario per Jota, de Saura
  - 2018 – Medaglia d'oro EGEDA

- Academia de las Artes y Ciencias Cinematográficas de la Argentina
  - 2009 – Candidatura per il miglior film straniero per Fados
  - 2015 – Candidatura per il miglior documentario per Zonda: folclore argentino

- Asociación de Cronistas Cinematográficos de la Argentina
  - 1999 – Candidatura al Cóndor de Plata per il miglior regista per Tango
  - 2009 – Candidatura al Cóndor de Plata	per il miglior film straniero per Fados

- European Film Awards
  - 2004 – Premio alla carriera
  - 2008 – Candidatura per il miglior documentario per Fados

- Festival internazionale del cinema di Porto
  - 1987 – Candidatura per il miglior film per L'amore stregone
  - 2002 – Premio speciale alla carriera

Candidatura per il miglior film per Buñuel e la tavola di re Salomone
- Syndicat français de la critique de cinéma et des films de télévision
  - 1977 – Miglior film straniero per Cría cuervos

- Premios ACE
  - 1978 – Miglior regista per Cría cuervos

- Premio Bodil
  - 1984 – Miglior film europeo per Carmen Story

- Festival cinematografico internazionale di Mosca
  - 2016 – Premio speciale per lo straordinario contributo al cinema mondiale

- Premio ADIRCAE
  - 1991 – Miglior film per ¡Ay, Carmela!

Miglior regista per ¡Ay, Carmela!
- Nantes Spanish Film Festival
  - 1999 – Premio Jules Verne per Pajarico

- Barcelona Film Awards
  - 2007 – Premio internazionale

- Mumbai International Film Festival
  - 2008 – Premio alla carriera

- Premios Feroz
  - 2015 – Premio alla carriera

- Festival de Cine de L'Alfàs del Pi
  - 2002 – Faro de Plata alla carriera

- Fotogrammi d'argento
  - 2011 – Premio speciale alla carriera

- International Istanbul Film Festival
  - 2002 – Premio alla carriera

- Los Angeles Latino International Film Festival
  - 1999 – Premio alla carriera

- Miami International Film Festival
  - 2016 – Candidatura al Gran premio della giuria per Zonda: folclore argentino

- Premio YoGa
  - 2002 – Peggior regista spagnolo per Buñuel e la tavola di re Salomone